# Distrikt Quichuay
Der Distrikt Quichuay liegt in der Provinz Huancayo in der Region Junín in Zentral-Peru. Der Distrikt wurde am 24. November 1955 gegründet. Er besitzt eine Fläche von 30,5 km². Beim Zensus 2017 wurden 1926 Einwohner gezählt. Im Jahr 1993 lag die Einwohnerzahl bei 2161, im Jahr 2007 bei 1929. Sitz der Distriktverwaltung ist die 3430 m hoch gelegene Ortschaft Quichuay mit 1165 Einwohnern (Stand 2017). Quichuay befindet sich 21,5 km nordnordwestlich der Provinz- und Regionshauptstadt Huancayo.

## Geographische Lage
Der Distrikt Quichuay befindet sich im Andenhochland im Norden der Provinz Huancayo. Das Areal liegt östlich des Río Mantaro und liegt in den westlichen Ausläufern der peruanischen Zentralkordillere. Der Río Achamayo entwässert das Areal nach Westen.
Der Distrikt Quichuay grenzt im Südwesten an die Distrikte San Jerónimo de Tunán und Concepción (Provinz Concepción), im Nordwesten an die Distrikte Santa Rosa de Ocopa und Heroínas Toledo (beide in der Provinz Concepción), im Nordosten an den Distrikt Comas (ebenfalls in der Provinz Concepción) sowie im Osten und im Südosten an den Distrikt Ingenio.